# A.K. Gopalan
A.K. Gopalan (fullst. Ayillyath Kuttiari Gopalan Nambiar), född 1 oktober 1904 i Cannanoredistriktet i norra delen av nuv. Kerala, död 22 mars 1977, var en indisk politiker. Utbildad till och arbetade som lärare innan han anslöt sig till den indiska självständighetsrörelsen genom att bli medlem i Khilafatrörelsen; han blev medlem i Nationalkongressen 1927. 
När Communist Party of India kom till Kerala anslöt sig Gopalan till detta parti (1939). Han hade dessförinnan glidit politiskt åt vänster. Han ledde en hungermarsch från Malabar till Madras 1937 och hade agiterat i  Travancore. Gopalan fängslades sedan efter krigsutbrottet, och efter att befunnit sig på rymmen 1942-1945 satt han fängslad ännu på självständighetsdagen 1947. Redan i de första valen till Lok Sabha valdes han in att representera CPI och en valkrets i Kerala, och han blev kvar i denna församling till sin död 1977. Vid partisöndringen 1964 anslöt han sig till Communist Party of India (Marxist). I sitt politiska arbete anses han ha ägnat särskilda ansträngningar åt daliternas situation.

## Biografi i urval
- För folkets sak (självbiografi)
- För landet
- Samlade tal

Goplans författarskap var helt på malayalam